# Cancan

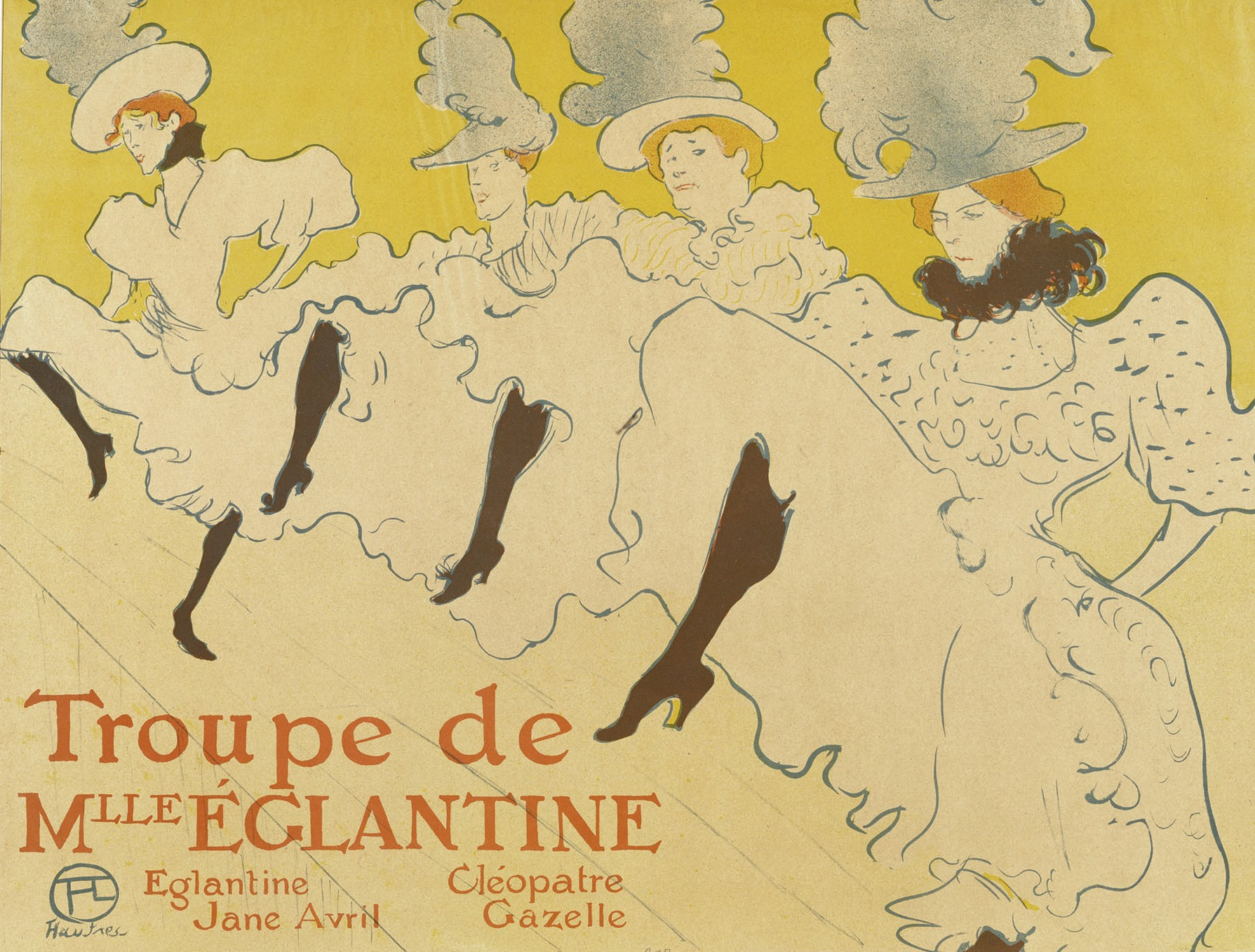
Prezentarea cancanului de Henri de Toulouse-Lautrec, 1895

Cancan (sau can-can) este un dans intens din punct de vedere fizic, care a devenit un dans popular de music-hall în anii 1840, continuând în popularitate în cabaretul francez până în prezent. Principalele caracteristici ale dansului constau în manipularea viguroasă a fustelor cu volane, împreună cu lovituri înalte de picior, șpagat și roata.

## Istoric
Cancanul se crede că a evoluat de la figura finală din cadril, care este un dans social pentru patru cupluri. Originea exactă a dansului este obscură, dar pașii ar fi putut fi inspirați de un artist popular de divertisment din anii 1820, Charles Mazurier, cunoscut pentru acrobatiile sale.

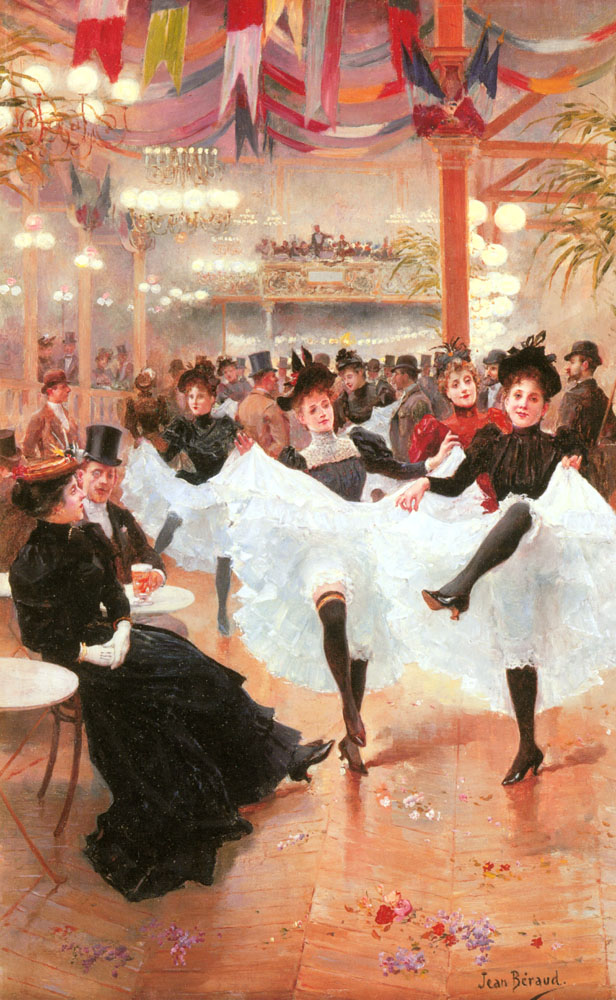
Le Café de Paris, de Jean Béraud

Dansul a fost considerat scandalos și, pentru un timp, au existat încercări de a-l reprima. Acest lucru se poate datora parțial faptului că, în secolul al XIX-lea, femeile purtau pantalettes, care în zona picioarelor erau deschise. Nu există dovezi că dansatorii de cancan purtau lenjerie de corp specială închisă, deși s-a afirmat că managementul de la Moulin Rouge nu permitea dansatoarelor să danseze în "îmbrăcăminte dezvăluitoare". Ocazional, oamenii care dansau cancanul au fost arestați, dar nu există nicio înregistrare a faptului că acesta a fost interzis, după cum afirmă unele surse.
De-a lungul anilor 1830, erau adesea grupuri de bărbați, în special studenți, care au dansat cancanul în sălile publice de dans. Pe măsură ce dansul a devenit mai popular, au apărut interpreți profesioniști, deși era încă dansat individual, nu de o linie de dansatori. Câțiva bărbați au devenit stele de cancan în anii 1840-1861 și un grup de bărbați cunoscut sub numele de Quadrille des Clodoches a jucat la Londra în 1870. Totuși, femeile dansatoare erau mult mai cunoascute pe scară largă. Primele dansatoare de cancan erau probabil prostituate, dar în anii 1890 era posbil ca o dansatoare să-și  câștige existența ca dansatoare cu normă întreagă și au apărut vedete precum La Goulue și Jane Avril, care au fost foarte bine plătiți pentru aparițiile lor la Moulin Rouge și în altă parte.  Cel mai proeminent dansator de sex masculin din acea vreme a fost Valentin le Désossé, un partener frecvent al lui La Goulue.
Dansatorii profesioniști ai celui de-Al Doilea Imperiu și fin de siècle au dezvoltat mișcări ale cancanului care ulterior au fost încorporate de coregraful Pierre Sandrini în spectaculosul "French Cancan", pe care l-a realizat la Moulin Rouge în anii 1920.
Astăzi, cancanul este considerat o parte a culturii dansului mondial. Adesea, principala caracteristică observată astăzi solicitarea fizică a dansului, dar încă mai păstrează un element sugestiv.